# Pseudopigritia
Pseudopigritia is een geslacht van vlinders van de familie spaandermotten (Blastobasidae).

## Soorten
- P. argyreella Dietz, 1900
- P. dorsomaculella Dietz, 1900
- P. equitella Dietz, 1900
- P. fraternella Dietz, 1900